# 月岡芳子
月岡 芳子（つきおか よしこ、別姓：丹羽）は、日本のフィギュアスケート選手（女子シングル）。戦前から戦後の初めにかけての20年近く、現役を続けた選手の一人。
1947年、1948年全日本フィギュアスケート選手権優勝。

## 経歴
1935年の第6回全日本ジュニア選手権で2位に入ると、1936年から1938年にかけて出場した全日本選手権ではすべて2位となる。その後、1940年、1941年の全日本選手権でも2位に入った。
戦後になり、再開した1947年の第15回全日本選手権で初優勝を果たし、女子では稲田悦子、東郷球子に続いて歴代3人目の日本チャンピオンとなった（2位は生田艶子、3位は徳江京子）。
1948年には丹羽姓で全日本選手権と第1回国民体育大会で優勝。その後も1953年の第21回全日本選手権で再び優勝した（2位は小林玲子、3位は饗場奈々） 。

## 主な戦績
| 大会/年          | 34-35 | 35-36 | 36-37 | 37-38 | 38-39 | 39-40 | 40-41 | 46-47 | 47-48 | 48-49 | 49-50 | 50-51 | 52-53 |
| ---------------- | ----- | ----- | ----- | ----- | ----- | ----- | ----- | ----- | ----- | ----- | ----- | ----- | ----- |
| 明治神宮競技大会 |       |       |       |       |       | 2     | 2     |       |       |       |       |       |       |
| 全日本選手権     |       | 2     | 2     | 2     |       | 2     | 2     | 1     | 1     |       |       | 2     | 1     |
| 国民体育大会     |       |       |       |       |       |       |       | 1     | 1     |       |       |       |       |
| 全日本Jr.選手権  | 2     |       |       |       |       |       |       |       |       |       |       |       |       |